# 馬越恭平

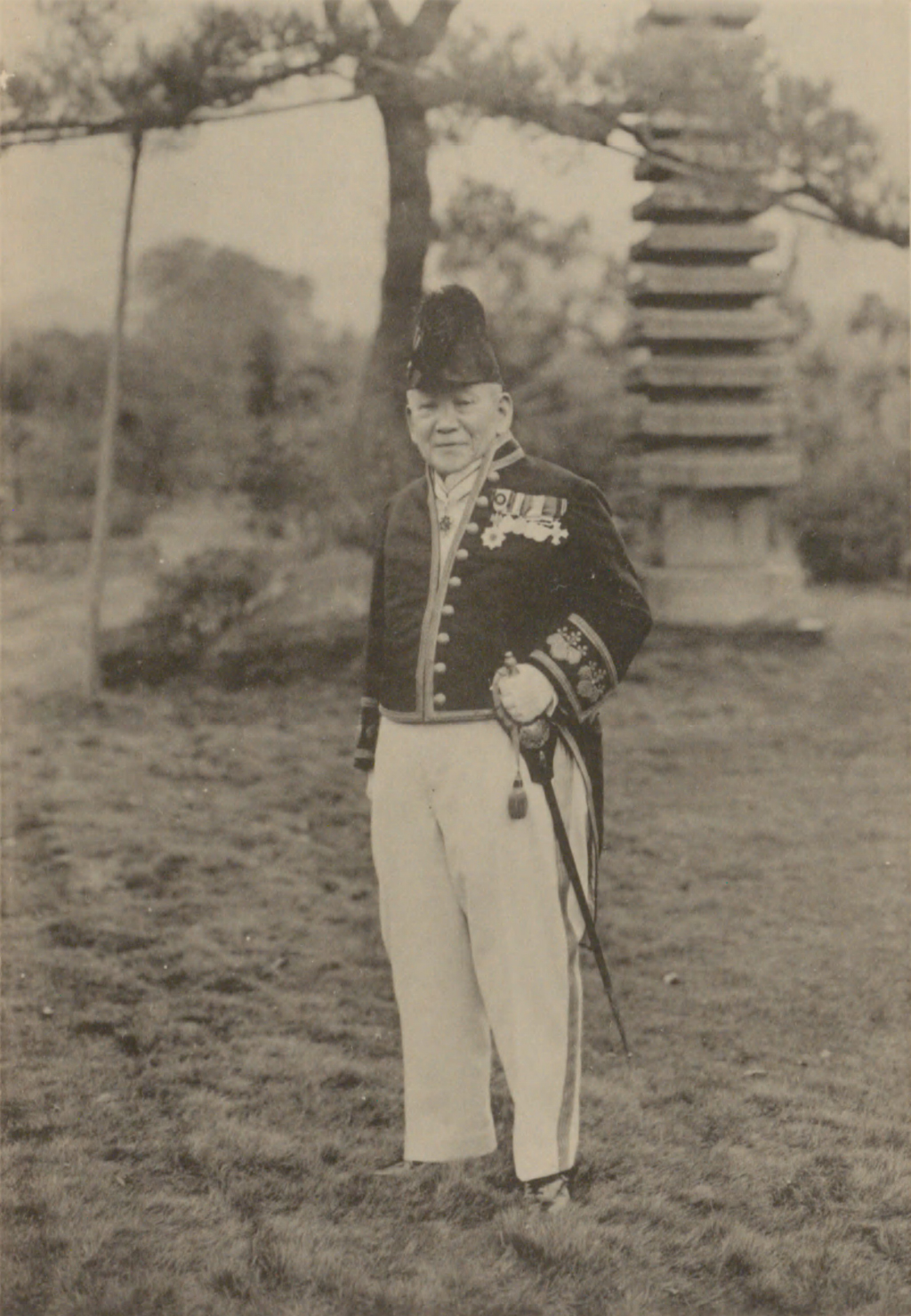
馬越恭平

馬越 恭平（まこし きょうへい、1844年11月21日（天保15年10月12日） - 1933年（昭和8年）4月20日）は、日本の実業家。三井物産に勤務し、大日本麦酒（日本麦酒、朝日麦酒、札幌麦酒の合併会社）の社長を務めた人物。大日本麦酒の大合同合併を画策し、「日本のビール王」｢東洋のビール王｣とよばれた。衆議院議員（1期）、貴族院勅選議員。茶人・馬越化生としても知られた。

## 経歴

### 幼少期
1844年（弘化元年）、備中国後月郡木之子村（現・岡山県井原市）で父の元泉と母の古尾子の2男として生まれる。馬越家は医者を生業としており兄の元育が医学で親と対立し東京に出たため、次期当主として期待されていた。幼少期は「負けずの恭弥やん」と呼ばれていた。9歳の時に父の勧めによって興譲館に通い阪谷朗廬に学ぶ。興譲館へは歩きで40分かけて通学し、毎朝「白鹿洞書院掲示」の暗誦をしていた。1915年（大正4年）、興譲館創立60周年の記念式典に参列し、講演をした。当時の関係者は朗廬のことを話すときには感動して涙を流していたと語っている。

### 上坂、養子入り
1856年（安政3年）、播磨屋を頼り大坂に上坂。頼山陽の弟子後藤松陰の門下で儒学を学び、1859年（安政6年）、その当時の豪商、鴻池家の丁稚となった。1860年（万延元年）、播磨屋の養子となる。1867年（慶応3年）、養父が隠居した為播磨屋を継ぎ、「二代目播磨屋仁兵衛」を襲名。同年、結婚した。

### 東京への憧れ
1872年（明治5年）、初めて上京し東京で貿易業をしたいと決意したが播磨屋の義父には拒否され縁組を解消し、長男である徳太郎を連れて帰郷した。その後親族の会議では「1000円を出資する代わりに木之子で醤油造りをしてくれないか」と頼まれたが、恭平は東京へ行くことを諦めておらずそれを察知した母古尾子は周りを説得し、岸和田にある実家に立ち寄り話をつけておく事や生活費を渡す事を条件に東京の阪谷朗廬の住居に身を寄せ、井上馨の先収会社に入社することができた。給料は4円60銭であった。

### 帰郷、日本麦酒の再建など
1876年（明治9年）先収会社解散後、退職金の500円を貰いそれまでに貯めていた貯金と合わせて計3000円を持ち馬車に乗って再度帰郷した。その時には先祖が元々持っていた田畑が他の人の手に渡っていたため、それを再度買い戻し先祖代々の土地を取り戻してから東京へ帰った。その事業を引き継いだ三井物産の創立と共に、三井家各部の常務理事、専務理事を兼務した。西南戦争では政府軍の食料調達、物資輸送を担当し、莫大な利益を得た。1891年（明治24年）、日本麦酒醸造の業績を回復するため再建を託された。その1年後には利益をもたらすまでになり再建は成功した。1894年（明治27年）、日本麦酒の取締に再選し、東京や芝、桜川に住居を構えたが、この1年で母と兄を亡くしている。そして三井物産横浜支店長や帝国商業銀行頭取などを経て、総ての任を辞し、1896年（明治29年）日本工業倶楽部会長に就任。
日本麦酒との関係は、これより先の1892年（明治25年）、経営困難に陥っていた同社へ三井財閥が大株主であった為三井物産から派遣され委員（重役）に就任したことが発端である。1893年（明治26年）、日本麦酒醸造は社名を日本麦酒株式会社へ変更し、1年後にはトップシェアとなった。また、1896年からも7年連続でトップシェアとなった。その後、日本麦酒の経営が多忙となり、1896年（明治29年）1月11日、三井物産を退職し、ビール会社経営に集中する。中国鉄道の取締役に就任した事が問題となったことで、三井物産を退職したとも言われている。

### 三井物産での重要性
三井文庫の文庫長である由井常彦氏は、「三井物産内で木村正幹と馬越恭平は非常に重要な存在であり、創業期の益田孝にとって不可欠であったが、三井物産が国際的活動を始め総合商社に成長すると、2人は必要度が急激に低下した」としている。1900年（明治33年）頃には銀座にビアホールを開店するなど、新しいアイデアで経営の再建を進めた。

### 壮年期
1898年（明治31年）3月、第5回衆議院議員総選挙（岡山県第5区、進歩党）で当選し衆議院議員となる。この年には阪谷朗廬の息子芳郎と大原一族などと備中会を作っている。その3年後には備中に関係する150人弱の寄付により寄宿舎の「備中館」を建てた。また同年に長男徳太郎と次男幸次郎をドイツへ留学させたが、徳太郎は客死し先祖が眠る三光寺に埋葬された。一方幸次郎は醸造学を学び、大日本麦酒に入社している。1904年（明治37年）には勲四等に叙せられた。
日本麦酒では合併前の厳しい市場競争での経営危機が改善せず、渋沢栄一及び当時の内閣に働きかけ「国内の過当競争排除と輸出の促進、 資本の集中化を図るための」合併勧告を引き出した。1906年（明治39年）、日本麦酒、札幌麦酒、大阪麦酒の3社を合併し、大日本麦酒株式会社が設立されると社長に就任した。その後、大日本麦酒は市場占有率を79%までに高め、馬越恭平は「東洋のビール王」と呼ばれた。
、

### 井笠鉄道の建設
また1910年（明治43年）に軽便鉄道法が制定されたため井笠地域の有力家達から鉄道建設の相談を受け、「運行ルートを高屋経由ではなく北川経由にすること」「木之子に駅を建設すること」といった案が出た為着工し、1913年（大正2年）に井笠鉄道が完成した。その他の鉄道業にも多く関与し中国鉄道取締役、豊川鉄道取締役会長、井原笠岡軽便鉄道社長、金剛山電気鉄道社長をつとめた。井笠鉄道完成後は帰郷の時に利用していたと言われている。

### 死没前後
1920年（大正9年）、紺綬褒章を贈与された。その4年後、1924年（大正13年）6月8日、貴族院勅選議員となり研究会に所属した。1931年（昭和6年）木之子村を流れる稲木川が大雨が降るたびに氾濫していたので、それを改善するため改修工事を始めた。その2年後大日本麦酒が日本麦酒鉱泉と合併交渉を行っている期間に死亡した。1935年（昭和10年）に遺骨が三光寺に帰ったため三光寺で埋骨式が、県主神社で感霊祭が行われた。尚、稲木川の改修が完了したのは死亡する20日前であった。そして恭平が亡くなってから約1年後、木之子の村人によって感謝を込めて稲木川改修祝賀会と恭平銅像除幕式が開催された。墓所は池上本門寺。

## 馬越講堂と馬越橋
生前の恭平の意思により、馬越家は故郷に寄付を続けた。例えば慎思尋常小学校に馬越講堂を建設する資金として1万円を寄付しており、1934年（昭和9年）から約1年で講堂が完成している。1936年（昭和11年）には馬越橋が完成しているが、これも馬越家が全額寄付している。

## 日本麦酒の経営
1891年（明治24年）に日本麦酒の再建を託されてから1年で黒字にし、7年連続トップシェアになるなどの業績を挙げた経緯を記述する。

### 有能な人材の採用、育成
日本麦酒の再建を任された恭平は三井物産で勤務していた際に会計主任をしていた石光真澄を支配人に起用して協力し、業績の回復に尽力したが、石光はその3年後に死亡した。その後は恭平が死亡するまで石光の命日に必ず墓参りをしたという。また技術者を養成する為、技師の上野金太郎、橋本卯太郎をドイツに派遣し最新の製造技術を取り込んだ。

### 宣伝
宣伝には4者(医者、学者、役者、芸者)の職業が適しているとして活用し、その集まりに行っては恵比寿ビールの売り込みをしていた。また、打ち上げ花火や仕掛け花火で売り込みをしたり、正月になると全ての社員にはんてんを着せ初荷を行うことを年中行事としたりして宣伝効果を上げた。その他にも1889年（明治32年）に東京の新橋に日本初のビヤホールを開業、万博に出品し金牌やグランプリを受賞するなど成果を挙げている。恭平は国内販売のみに留まらず、2回に亘り朝鮮半島や満州、シベリアなどの海外への売り込みもした。

### 新たな取り組み
出荷方法として人や馬だけの出荷ではなく、運送するための停車場を設置することを計画、1901年（明治31年）に設置した。その後は恵比寿駅として開駅した。尚、恵比寿駅は現在も地下鉄の駅として残っている。
1906年（明治39年）、日本麦酒、札幌麦酒、大阪麦酒が合同で大日本麦酒を誕生させ、その全国シェアは7割を超えた。この時渋沢栄一の要望によって初代社長に就任した。1908年（明治41年）には欧米視察に行き「一人一業主義」「国内自給」を学んだ。それを参考にビールを作るときに発生する炭酸ガスを利用して日本初の清涼飲料水のサイダーの生産、販売、ビール麦の国産比率を高めて全国国産化を実現、製瓶の工場を買収し自社生産とする事で生産の効率化をするなどの取り組みをした。1914年（大正3年）、渋沢栄一と共に中国に渡り視察し交渉した結果、2年後に中国の青島の工場の買収に成功、恭平の夢であった「大陸にビール工場を作る」は達成された。

### 関東大震災による影響
1923年（大正12年）には、関東大震災が起きたことにより吾妻橋の工場が全壊し約400万円の損害を出したが。その際に恭平が「緊張の多分をもってすべての業務を改善すること」という趣旨の訓示を説いた為社員が感動し、努力したことで1年で損害を取り返した。最終的に恭平が亡くなるまでの27年間大日本麦酒の社長であり続け、ビール業界に大きな貢献をしたとして「東洋のビール王」と呼ばれた。

## 高野山への貢献
1888年（明治21年）、高野山で火災が起こったことで多くの文化財が焼失した。その中には国宝の仏像もあったという。これを受けて益田孝、根津嘉一郎、渋沢栄一らによって文化財を保護するための高野山霊宝館の建設が始まった。また恭平も資金集めの中心として活躍した。霊宝館が開館した際の記念撮影では金剛峯寺座主の土宜法龍大僧正の両脇に益田孝と共に座っている。

## 茶人「化生」
恭平が属していた三井財閥には多くの茶人がおり、その中心であった益田孝の影響を受け江戸千家宗匠の川上宗順に弟子入りした。1884年（明治17年）には自宅で茶会を開催し、安田財閥の第一人者である安田善次郎（雅号は松翁）を招待している。また築地に茶室付きの別宅を建て、雅号を化生とした。

## 健康への配慮
恭平の健康法はとして「早起き」「毎日の適当な運動」「食事腹八分」「禁煙」があった。恭平は「早く起きることは習慣になれば何の苦もない。しかも、早起きすれば終日愉快に仕事ができる」と周囲の人達に語っていたという。食事については飲酒は控えめにして美食を避け、「肉食菜食」のどちらか一方に偏らないように気をつけていた。また、たまに不養生し体を鍛えることも大事であるとしていた。特に幼少期の恭平は病弱であったためそれを改善するために母がウナギの蒲焼きを年中食べさせており、「私の今日があるのはすべて母のお陰」と語っている。

## 出生地
恭平の出生地である岡山県井原市では、「まこし」ではなく「うまこし」と呼ばれている。恭平は郷土を深く愛し、墓参りに度々帰郷し、帰郷すれば必ず郷土の教育や土木に多額の金品を贈って、郷土の繁栄を念じていた。井原市の小田川には、恭平が架橋にかかわり、馬越の名前が付けられた「馬越橋」（うまこしばし）がある。当時の橋は老朽化によって架け替えられ、現存はしていないが、橋名は現在もそのまま存続している。また、恭平の生家は現在も残されている。

## 栄典
- 1920年（大正9年）- 紺綬褒章[28]
- 1928年（昭和3年）11月10日 - 勲三等瑞宝章[29]

## 家族・親族
次男・幸次郎（1873年生）は恭平と同じく実業界に進んだ。妻の秦（1889年生）は日本橋の老舗織物問屋「槌屋」の娘。幸次郎の長男・恭一は井上三郎の長女と結婚、幸次郎の四男・慎思は教育者。慎思の妻は鷹司信熙の長女・睦子。恭一・慎思兄弟は恭平の孫にあたる。恭一の長女・桂子は塩川三四郎の孫・喜信と結婚。
　